# Storia della calligrafia occidentale

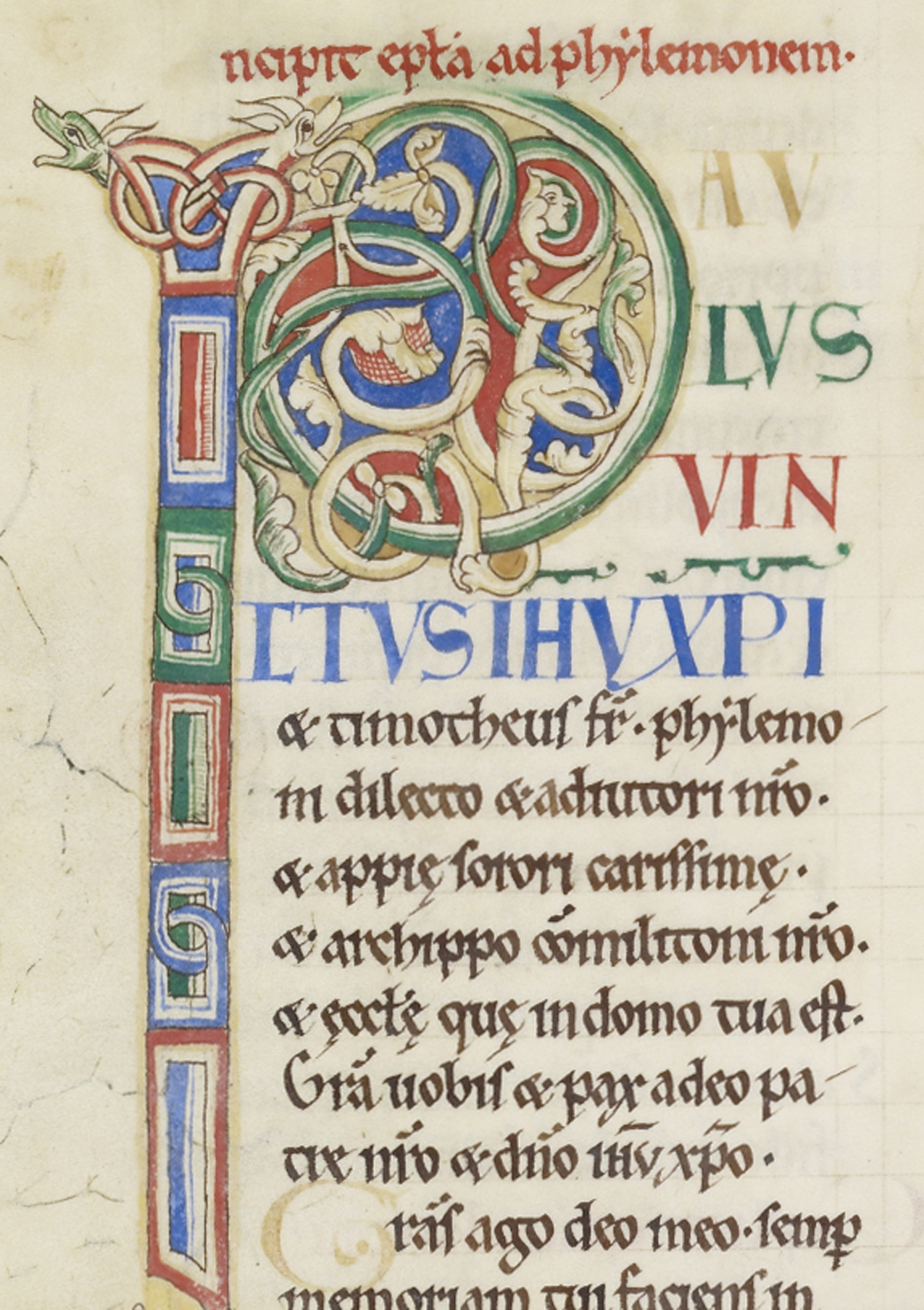
Incipit della lettera a Filemone, con capolettera miniato, nella Bibbia di Rochester (XII secolo)

La calligrafia occidentale in alfabeto latino ha una storia molto complessa: nel corso dei secoli si è evoluta e tuttora continua ad evolversi. Basata in precedenza su modelli rigidi di disegno delle lettere, nell'età moderna ha lasciato ampio spazio a variazioni individuali sulla base del gusto artistico o della personalità.

## Prime testimonianze
I primi esempi di scrittura greca, da cui deriva quella latina, sono definiti monolineari poiché le linee che compongono ogni lettera hanno pari spessore. Durante il dominio di Alessandro Magno, a questo tipo di scrittura furono apportate delle modifiche che segnarono il passaggio ad una scrittura non monolineare. L'iscrizione dedicatoria riportata su di un blocco di marmo appartenente al Tempio di Atena Poliade, per esempio, presenta decorazioni di forma triangolare, note come grazie, in corrispondenza delle estremità di ogni lettera.
Testimonianze circa l'uso della scrittura monolineare da parte dei Romani sono state trovate sia nei testi letterari sia nei frammenti d'iscrizioni lapidarie tra cui i celebri epitaffi del Sepolcro degli Scipioni. A partire dal I secolo a.C. la scrittura monolineare, utilizzata fino ad allora, venne sostituita da uno stile di scrittura che utilizzava linee modulate, composte di parti sottili e spesse. Queste venivano realizzate mediante una diversa inclinazione del pennello: la maggior parte delle iscrizioni veniva infatti prima dipinta, mediante un pennello a forma quadrata, e poi incisa. Il carattere che solitamente veniva utilizzato era la capitale quadrata romana.
I manufatti più significativi sono stati rinvenuti nelle città di Pompei ed Ercolano: ci sono iscrizioni formali incise su pietre tombali e di importanti monumenti, iscrizioni notarili relative al possesso di beni e proprietà terriere e annunci pubblici temporanei.
Poco tempo dopo fu introdotto un nuovo stile di scrittura dalle lettere più strette e compatte. Questo nuovo stile prese il nome di capitalis e fu successivamente rinominato, da alcuni storici della scrittura, capitale rustica.
I due tipi di carattere erano molto diversi tra loro e venivano usati in contesti diversi: le capitali rustiche, per esempio, venivano impiegate nella scrittura quotidiana mentre le capitali quadrate venivano impiegate in contesti per lo più formali. Già le incisioni riportate sui muri e sulle tavolette cerate a Pompei mostrano come la grafia adoperata fosse meno formale rispetto a quella impiegata sui libri e monumenti pubblici.
Fu poi elaborato un nuovo stile di scrittura più ordinato e veloce, usato soprattutto in ambito quotidiano. Quest'ultimo prese il nome di antica corsiva romana e a differenza degli stili preesistenti presentava pochi raccordi fra le lettere. Una tavoletta di argilla, ritrovata ad Alessandria, testimonia come questo tipo di scrittura si avvicinasse a quella calligrafica: al fine di intensificare il tratto delle lettere veniva applicata una maggior pressione sullo stilo, mentre per alleggerirlo si usava una pressione minore.

## L'evoluzione della calligrafia: dal I secolo a.C. fino al XVIII

### Impero Romano
Tra il I e il II secolo d.C. aumentarono le legature fra le lettere, generando così nuovi stili di scrittura che venivano impiegati prevalentemente in letteratura e contabilità. La peculiarità di questi stili era la rapidità del tratto.
Nella seconda metà del II secolo d.C. la corsiva romana aveva sviluppato un tratto più economico, sobrio e ordinato. Venne poi adottato un nuovo strumento: la penna tronca, in grado di mettere in risalto il contrasto tra i tratti spessi e quelli fini. L'inizio di questa tendenza ebbe inizio in Africa e prese il nome di scrittura onciale che sviluppò varianti in tutto l'Impero.
La corsiva romana diede poi origine anche a un nuovo stile che prese il nome di nuova corsiva romana i cui caratteri ricordano quelli del moderno alfabeto corsivo minuscolo. La particolarità di questo nuovo stile di scrittura consisteva nella presenza di lettere ascendenti e discendenti e un numero esiguo di raccordi tra lettere. Le lettere di questo nuovo stile presero il nome di semionciali, nonostante non ci fosse alcuna relazione di struttura o evolutiva con quelle onciali. Inizialmente, questa scrittura veniva utilizzata in ambito legale e librario poi, venne adattata ad un uso più formale tramite l'utilizzo di un pennino quadrato. Questo veniva tenuto parallelo alla riga di scrittura cosicché i tratti verticali risultassero più spessi rispetto a quelli orizzontali.
La scrittura onciale e la nuova corsiva romana continuarono ad essere utilizzate nelle province anche dopo la caduta dell'Impero, dando forma a varianti regionali denominate scrittura visigotica in Spagna, scrittura merovingica in Francia, scrittura semionciale insulare nelle isole Britanniche e scrittura beneventana in Italia meridionale.

### Medioevo
Nel 780 d.C. presso la corte di Carlo Magno fu intrapreso un tentativo di collezione libraria inaugurato da un manoscritto contenente la raccolta di letture dei quattro evangelisti, compilato dallo scriba Godescalco. Il testo principale era scritto in onciali dorate mentre la dedica, riportata sul retro del libro, era vergata in una scrittura minuscola che sarebbe stata associata, in un secondo tempo, al nome della dinastia carolingia: la minuscola carolina. I caratteri derivavano dalla scrittura semionciale latina ma se ne distinguevano per un leggero ispessimento delle aste in alto ed un tratto più energico. Questo nuovo stile di scrittura fu diffuso attraverso la diffusione di copie della Bibbia, modellata secondo questo stile da Alcuino, in principio educatore presso la corte di Carlo Magno e poi nominato abate del monastero di San Martino di Tours.
Nei decenni successivi la diffusione del modello carolingio incontrò gravi difficoltà. Nell'853, i vichinghi giunsero a Tours e fecero razzia di tutto ciò che si trovava all'interno del monastero. In Inghilterra, alle distruzioni compiute dai vichinghi fu posto rimedio solo nel corso del X secolo. Tramite i libri importati e scritti in minuscola carolina, i monasteri si adattarono a questo stile apportando qualche modifica: le dimensioni dei caratteri crebbero, aumentarono gli spazi di penna fra le lettere e le grazie di piede accennarono un leggero arrotondamento.
Nel secondo decennio dell'XI secolo, la scrittura divenne più compressa: la lettera circolare divenne ovale e cambiò l'inclinazione della penna lungo gli archi delle lettere m e n. Al posto della penna tronca, gli scribi adottarono una penna dalla punta piatta e ne cambiarono l'inclinazione per poter tracciare le grazie. L'adozione di questo nuovo stile portò ai piedi a forma di diamante tipiche delle lettere gotiche.A partire dall'XI secolo, in Europa occidentale, la scrittura iniziò ad essere impiegata anche in ambito amministrativo e legale e ad essere insegnata nelle scuole di grammatica e musica(ne è un esempio il Domesday Book).
Circa un secolo dopo, Anselmo di Laon introdusse un nuovo genere di libro in cui il testo principale era circondato da commenti. Questo prese il nome di libro glossato. Nei libri glossati le lettere risultavano compresse; gli archi delle lettere minuscole cominciarono ad acquisire una forma ogivale fino a diventare, verso la fine del XII secolo, spigolosi e privi di tratti curvilinei. Le grafie specifiche per le glosse erano la cancelleresca e la bastarda o corsiva. Invece, quelle specifiche per la scrittura libraria erano quattro:
- la prescissa, con aste a punta di diamante e piedi piatti;
- la textura quadrata, le cui lettere presentavano estremità a diamante;
- la semiquadrata, con i piedi a diamante e le aste leggermente arcuate;
- la rotunda, tipica dei manoscritti provenienti dall'Italia e dalla Spagna.

In Europa, tra la fine dell'XI secolo e l'inizio del XII secolo, furono istituite le prime università; questo rese possibile, due secoli dopo, l'istruzione della popolazione laica e portò i produttori e venditori di libri a cambiare genere. Nello stesso periodo furono diffusi i libri miniati e messi in commercio, qualche secolo dopo, in Francia. La realizzazione di libri miniati fu avviata anche nel resto d'Europa e controllata dai monasteri.
Verso la fine del XIII secolo anche i mercanti furono istruiti per poter tener di conto delle transazioni finanziarie e trascriverle negli appositi registri. Il frequente impiego della scrittura durante il medioevo contribuì allo sviluppo e alla nascita di stili diversi.

### Rinascimento: premesse e innovazioni
La trasformazione intellettuale condotta da Petrarca consistette in un distacco dallo scolasticismo in favore dell'arte, dell'immaginazione e della poesia. Quando il poeta iniziò ad avere problemi alla vista, iniziò a prediligere una scrittura lineare facile da leggere come la minuscola carolina, tipica dei manoscritti provenienti dall'Italia settentrionale, risalenti al XII secolo. La sua scelta influenzò la nuova generazione di umanisti fiorentini ed in particolare Poggio Bracciolini e Niccolò Niccoli. 
Per i manoscritti commissionati da Coluccio Salutati, letterato umanista e cancelleriere presso il comune di Firenze, Bracciolini sviluppò un nuovo stile di scrittura denominato littera antiqua. Questa scrittura differiva da quella gotica per il tratto ampio e tondeggiante, tipico della minuscola carolina: era alta circa due millimetri, e le grazie di piede erano ricurve. Inoltre furono apportate delle modifiche circa l'impaginazione del testo: poiché nel medioevo i testi venivano disposti in colonne e di conseguenza gli scribi erano spesso obbligati o ad abbreviare o a dividere sillabicamente delle parole, gli umanisti decisero di sostituire la doppia colonna con un unico blocco di testo ampliando lo spazio di interlinea. Questo agevolò la lettura dei testi, che risultavano più ariosi e leggeri.
Niccolò Niccoli riuscì a sviluppare un nuovo stile di scrittura solo a sessant'anni. Questa scrittura univa alcune caratteristiche della littera antiqua con quelle della scrittura adoperata in ambito mercantile: il risultato fu una scrittura veloce e fluida. Anche se mantenne i tratti tipici dello stile gotico come ad esempio la testa a diamante della e, Niccoli riuscì a rendere questa scrittura innovativa utilizzando i nessi diagonali della scrittura corsiva gotica per congiungere le lettere caroline, le quali una volta tracciate risultavano inclinate e compresse. Questo tipo di scrittura ebbe un seguito notevole e diede origine alla grafia Italica. Le lettere, a differenza di quelle della littera antiqua, oltre ad essere inclinate erano delineate da un tratto più sottile in alto e in basso.
Nel corso del XV secolo, con il diffondersi della cultura umanistica, la richiesta di libri aumentò e di conseguenza nacque l'esigenza di produrre i libri in maniera più veloce ed efficiente. In Germania i libri di piccole dimensioni venivano stampati tramite un metodo conosciuto come xilografia. Questo metodo non era efficace a causa della fragilità dei materiali che venivano impiegati. Verso la metà del secolo, il tipografo tedesco Johannes Gutenberg, inventò la stampa a caratteri mobili. Questo portò allo sviluppo di un nuovo sistema di produzione libraria. Ciononostante sia le epistole sia i documenti venivano scritti manualmente: per quei tipi di testo era un mezzo impossibile da sostituire. Iniziarono così a diffondersi le grafie individuali e ad essere redatti i primi trattati di calligrafia. Fino ad allora, l'unico manuale che insegnava la scrittura, era l'Istitutio oratoria di Quintiliano; nel Rinascimento, la redazione di nuovi manuali fornì indicazioni specifiche riguardo alla forma corretta delle lettere. Nel manoscritto di Felice Feliciano pubblicato nel 1463, viene illustrata la costruzione geometrica delle lettere maiuscole: secondo il calligrafo le lettere dovevano essere tracciate sulla base di cerchi e quadrati. Nel 1509 Luca Pacioli pubblicò il suo De divina proportione, che non solo ebbe successo ma inaugurò l'uscita di innumerevoli manuali tecnici, che trattavano sia la costruzione delle lettere maiuscole che minuscole. Questi manuali erano rivolti sia agli specialisti sia ai giovani istruiti; il primo manuale rivolto ad un pubblico più esteso fu l'Operina di Ludovico degli Arrighi nel 1524, seguito sempre nel 1524 da La vera arte delo excellente scrivere di Giovanni Antonio Tagliente. Il primo di questi divise l'alfabeto in due parti: la prima conteneva le lettere il cui tratto iniziale era dato da una breve linea orizzontale; la seconda conteneva le lettere introdotte da un tratto obliquo. Lo stile di Arrighi era sobrio, semplice e chiaro mentre quello di Tagliente era più esuberante, fino al punto di rendere alcune lettere difficili da leggere. 
Entrambi i trattati fornirono un modello di scrittura manuale sia per uso privato, sia per quello cancelleresco che si diffuse in tutta la penisola. Seguirono altri calligrafi come Giovanni Battista Palatino e Giovanni Francesco Cresci i quali modificarono e adattarono le grafie correnti alle esigenze del tempo. Cresci in particolare, elaborò una scrittura rapida e pratica, dai caratteri arrotondati e inclinati. Questa prese il nome di Bastarda italiana e fu adottata dalle cancellerie e segreterie amministrative. Fu così che, con l'espandersi della cultura umanistica nel resto dell'Europa, la tradizione grafica italiana della scrittura si diffuse e contribuì alla nascita di nuovi stili.

### Tra il Seicento e il Settecento
Il XVII secolo è considerato dagli studiosi come un secolo di transizione della scrittura: circa a metà del secolo l'interesse, fino ad allora presente, nei confronti della bella grafia svanì lasciando spazio ad una grafia imperfetta. Scienziati, filosofi e studiosi abbandonarono a volte gli usi troppo formali, cercando anche di registrare sensazioni e incertezze. La registrazione manoscritta di appunti e pensieri favorì "l'emergere di una qualità personale": diversi appunti mostrano una grafia funzionale, scorrevole e ben diversa da quella dei maestri calligrafi dell'epoca.. Furono abbandonate le rigature, il tratto acquisì maggior fluidità e l'atto stesso della scrittura divenne espressione personale dell'individuo. In questo periodo vennero messe a confronto grafie di autori diversi e furono individuate delle differenze che rendevano ciascuna grafia unica nel suo genere.
Nel 1693, in Francia, durante il regno di Luigi XIV l'Accademia delle scienze di Parigi fu incaricata di studiare la forma dei caratteri impiegati nella stampa così da trarne spunto per crearne di nuovi. I membri dell'Accademia proposero un nuovo parametro per la costruzione delle lettere «basato su una griglia composta [...] di 8 quadrati per lato, ognuno ulteriormente divisibile in 6 quadrati». Così facendo diedero vita ad un nuovo carattere noto come romain du roi, un'evoluzione più elegante della scrittura lapidaria romana. L'introduzione di questo nuovo carattere modificò l'asse delle lettere curve che da inclinato divenne verticale ed accentuò il contrasto “tra pieni e filetti”.

## La prima rivoluzione industriale
Con l'avvento della prima rivoluzione industriale in molti furono costretti ad allontanarsi dalle proprie famiglie per cercare lavoro in città. Queste persone per poter comunicare con le proprie famiglie ricorsero all'utilizzo delle epistole; questo uso interessò ogni livello sociale a partire dalla classe media fino a quella più bassa. Questa pratica mise in luce il problema dell'alfabetizzazione al tempo in calo.
Nello stesso periodo mutò il metodo di insegnamento della scrittura: John Jenkins, nel suo manuale di scrittura intitolato The Art of writing, ridusse i movimenti impiegati nella scrittura a sei: questi rimandano all'azione operaia nelle fabbriche, che consisteva nel smontare e rimontare pezzi. Questo produsse una scrittura più meccanica, rigida e impersonale. Due decenni prima la conclusione del XVIII secolo, Firmin Didot elaborò un nuovo carattere ispirandosi al roman du roi, pulito e ordinato composto di ascendenti e discendenti allungate; il contrasto tra tratti spessi e sottili divenne sempre meno evidente. Questo nuovo carattere venne definito “moderno” e fu ben presto utilizzato in campo editoriale.
Nei nuovi manuali di scrittura, redatti nel primo decennio del XIX secolo, furono introdotte nuove regole di postura ed impugnatura del pennino; inoltre gli studenti in un primo momento dovevano memorizzare le proporzioni e le dimensioni delle lettere e solo dopo potevano procedere alla vergatura.
La calligrafia ottocentesca differiva da quella del secolo precedente per la rapidità con cui le lettere venivano tracciate; la pressione impiegata sul pennino diminuì tanto da produrre una scrittura quasi monolineare.

### I manifesti pubblicitari
Durante la Rivoluzione industriale, la pubblicità divenne uno strumento indispensabile per far sì che le persone comprassero e consumassero beni. Nel 1765, in Gran Bretagna, fu ideato un carattere pubblicitario alto circa 5 centimetri e poco dopo ne fu ideato un secondo dal tratto più pesante, denominato “fat face”, che «portava lo spessore delle aste ad un terzo dell'altezza della lettera». Lo spazio interno era notevolmente ridotto e ciò costrinse i grafici a semplificarne i tratti. Verso la fine del secolo fu proposto un carattere privo di grazie ispirato ai caratteri adoperati nella Roma repubblicana.

## Nuovi metodi
Nella seconda metà del XIX secolo, in America la calligrafia divenne una vera e propria disciplina fisica. Nelle lezioni di calligrafia gli allievi erano chiamati a scrivere in contemporanea seguendo precise istruzioni a ritmo di metronomo. Nel frattempo, sempre in America, iniziò a prendere forma un metodo di scrittura che coinvolgeva il movimento del braccio e della spalla conosciuto come “muscolare”.
In Gran Bretagna, il lavoro di ufficio favorì il cambiamento della scrittura: per motivi di tempistica gli uffici preferirono adottare forme più semplici di corsivo che non richiedessero frequenti cambi di pressione. Fu allora che l'educatore Vere Foster illustrò una grafia priva di contrasti, lineare e semplice che fu adottata prevalentemente in ambito amministrativo. Nel 1865 pubblicò un volume illustrativo intitolato Copy Book contenente stampe litografiche della grafia da lui sviluppata.
Nel XIX secolo furono avviati corsi di scrittura rivolti sia agli enti delle scuole d'affari sia al pubblico; l'insegnamento volto all'uniformità della scrittura e la nascita del movimento romantico fecero emergere nell'individuo l'esigenza di elaborare una «grafia autentica», più personale e che esprimesse le qualità nascoste insite in ogni essere umano.

## Edward Johnston
Pochi anni prima la fine del XIX secolo, Edward Johnston condusse un'analisi accurata di alcuni manoscritti e dedusse che i caratteri erano stati tracciati con penne a punta tronca. La pesantezza di una lettera, i contorni e la distribuzione dei tratti spessi e sottili dipendevano dall'impugnatura della penna e dalla modulazione dell'angolo compreso tra la punta del pennino e la superficie scrittoria. Johnston riuscì a riprodurre con estrema precisione una serie di caratteri tra cui le capitali rustiche e la semionciale insulare.
(Ewan Clayton, Il filo d'oro. La storia della scrittura)
 Ogni lettera ha un peso proprio: quelle pesanti avevano spazi interni molto spigolosi e il contrasto tra “filetti” e pieni era molto evidente; quelle leggere avevano tratti più dolci e morbidi. Nel 1906 Johnston pubblicò un libro formativo Writing & Illuminating & Lettering che ebbe un notevole successo, soprattutto in Germania. La particolarità di questo manuale di scrittura consisteva nella presenza di tavole fotografiche che permisero agli studenti di visualizzare intere riproduzioni di caratteri manoscritti. 
Insegnante presso il Royal College of Art, Johnston scelse di adoperare la minuscola carolina sia per una questione di economicità del tratto, sia per una questione di semplicità. Inoltre, nei suoi anni di insegnamento concepì un nuovo sistema di scrittura noto come “stampatello minuscolo”: questo doveva aiutare i bambini a trovare, in maniera autonoma, un modo per congiungere le lettere. Il fine di questo sistema era semplice: «fare emergere una grafia individuale».

## Un nuovo approccio
Negli anni settanta l'insegnamento scolastico della scrittura cambiò impostazione: alcuni pedagogisti si resero conto che i bambini cresciuti in un ambiente ricco di stimoli, come quelli appartenenti a famiglie istruite, cominciavano a scrivere in età prescolastica. A seguito di questa scoperta nacque l'idea secondo cui la scrittura dovesse diventare una disciplina scolastica meno rigida e più aperta all'elaborazione creativa. In Gran Bretagna, ogni istituto era libero di insegnare il metodo che riteneva più opportuno mentre in Francia le scuole insegnavano un unico stile di scrittura. Rosemary Sassoon, esperta di calligrafia infantile, osservò come laddove la scrittura veniva appresa tramite metodi imposti, gli studenti tendevano a ignorare quanto appreso e a sviluppare uno stile del tutto personale.
Verso la fine degli anni sessanta, nacque un nuovo movimento artistico: il graffitismo. Si tratta di un movimento giovanile, nato negli Stati Uniti e diffusosi a partire dai quartieri emarginati. I graffiti rivoluzionarono gli spazi pubblici; dai palazzi fino ad arrivare ai sotterranei della metropolitana. Questo nuovo modo di scrivere era autentico, spontaneo e puramente fisico. Il movimento incarnava il «rischio proprio dell'atto di scrivere (dove tutto può andare storto nel giro di un istante». Inoltre, si sviluppò in un periodo di attivismo politico, di protesta in cui i giovani avevano urgenza di esprimere la propria opinione e le proprie emozioni.